# Нассарииды
Нассарииды, или улитки-верши (лат. Nassariidae) — семейство брюхоногих моллюсков.

## Описание
Мелкие и средних размеров моллюски. Раковина длиной до 20 мм, башенковидной или веретеновидной формы. Скульптура раковин сглажена или представлена осевыми складками, рёбрами и схожими структурами. Тело моллюска крупное, массивное.
Большинство видов встречается на мягких песчаных, илистых и каменистых грунтах вблизи берегов. Несколько видов семейства приспособлены к жизни на больших глубинах до 2100 м. Питаются преимущественно мёртвыми организмами, некоторые виды хищничают. Довольно обычны, могут образовывать массовые скопления.

## Ареал
Многочисленные виды распространены по всем морям, за исключением Северного Ледовитого океана. Встречаются в водах тропических, умеренных и северных морей, но наиболее многочисленны в тропиках.

## Систематика

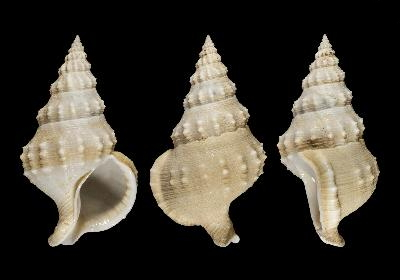
Nassaria wallacei

Nassarius reticulatus

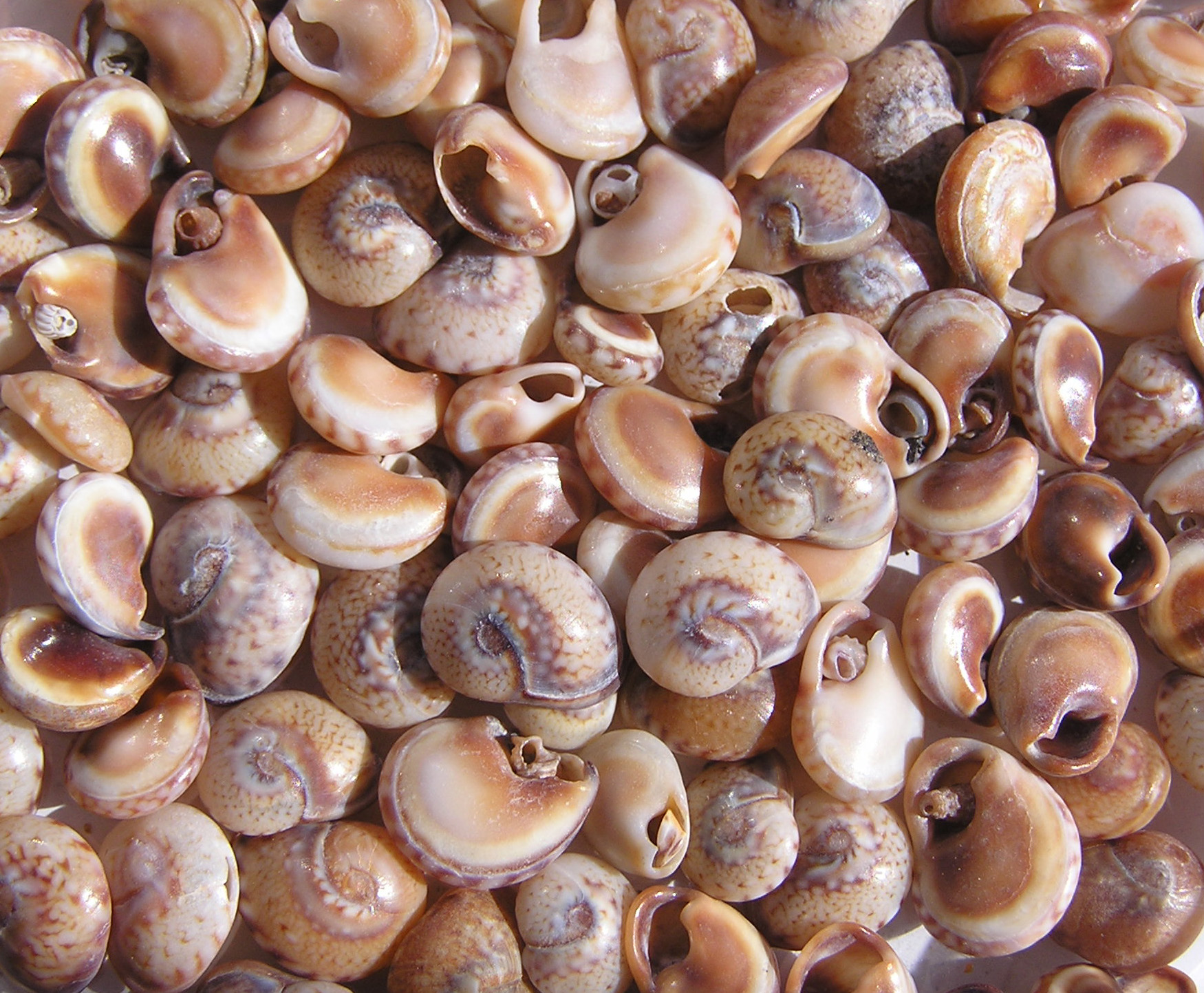
Tritia pellucida

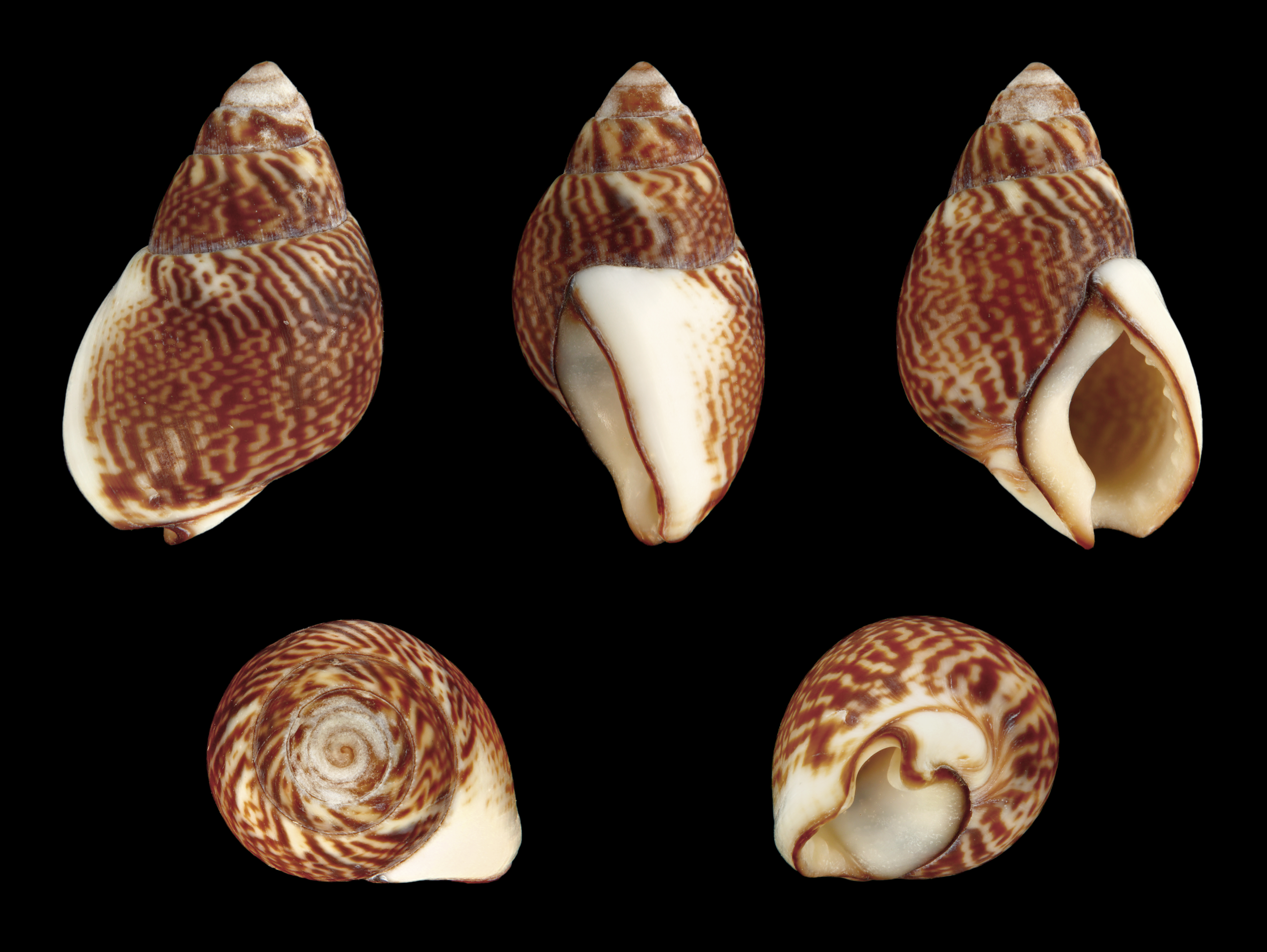
Tritia pfeifferi

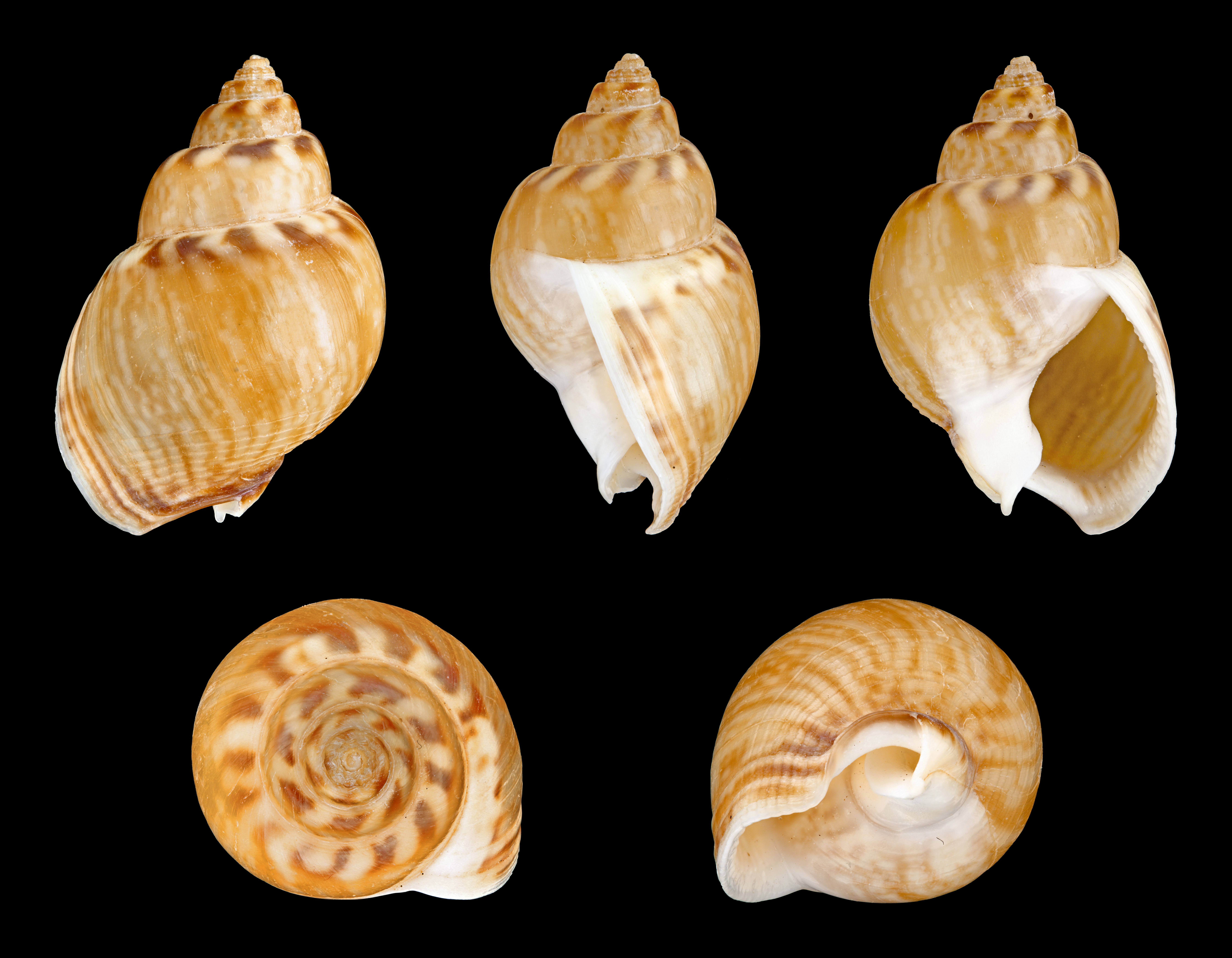
Tritia mutabilis

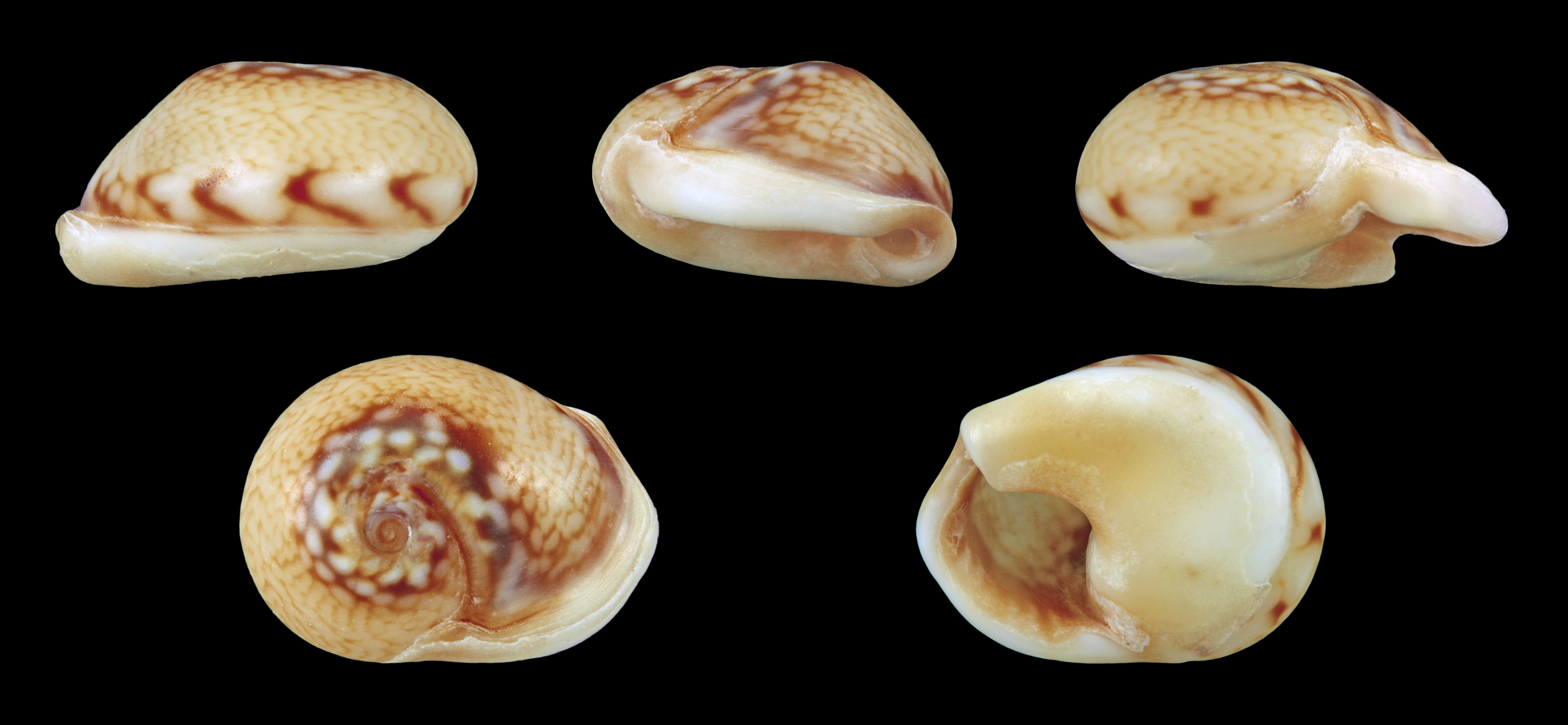
Tritia neritea

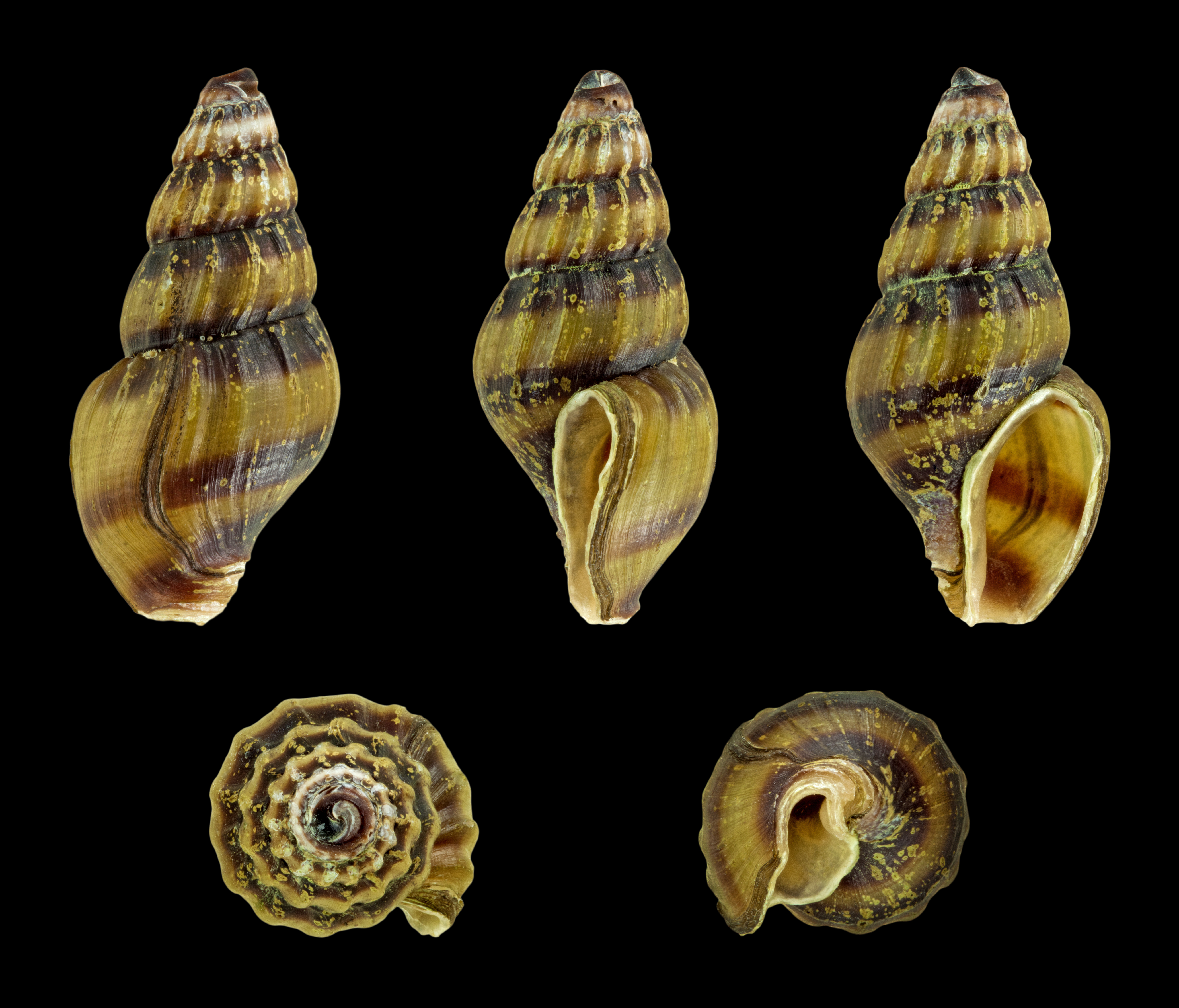
Clea helena

Систематика семейства:
Подсемейство Nassariinae
- Caesia H. Adams & A. Adams, 1853
- Demoulia Gray, 1838
- Nassarius Finlay, 1927
- Naytia H. Adams & A. Adams, 1853
- Phrontis H. Adams & A. Adams, 1853
- Reticunassa Iredale, 1936
- Tritia Risso, 1826

Подсемейство Anentominae
- Anentome Cossmann, 1901[5]
- Clea H. Adams & A. Adams, 1855[5]
- Nassodonta H. Adams, 1867[5]

Подсемейство Buccinanopsinae Galindo, Puillandre, Lozouet & Bouchet, 2016
- Buccinanops d’Orbigny, 1841

Подсемейство Bullinae
- Bullia Gray, 1833
- † Bulliopsis Conrad, 1862
- Adinus H. Adams & A. Adams, 1853: синоним Bullia Gray, 1833
- Leiodomus Swainson, 1840: синоним Bullia Gray, 1833
- Pseudostrombus Mörch, 1852: синоним Bullia Gray, 1833

Подсемейство Cylleninae
- Cyllene Gray in Griffith & Pidgeon, 1834
- Nassaria Link, 1807
- Tomlinia Peile, 1937
- Trajana Gardner, 1948
- Benthindsia Iredale, 1936: синоним Nassaria Link, 1807
- Hindsia A. Adams, 1855: синоним Nassaria Link, 1807
- Microfusus Dall, 1916: синоним Nassaria Link, 1807
- Radulphus Iredale, 1924: синоним Cyllene Gray, 1834

Подсемейство Dorsaninae
- † Cyllenina Bellardi, 1882
- † Desorinassa Nuttall & Cooper, 1973
- Dorsanum Gray, 1847
- † Keepingia Nuttall & J. Cooper, 1973
- † Lisbonia Palmer, 1937
- † Monoptygma Lea, 1833
- † Pseudocominella Nuttall & J. Cooper, 1973
- † Thanetinassa Nuttall & J. Cooper, 1973
- † Whitecliffia Nuttall & J. Cooper, 1973
- † Colwellia Nuttall & J. Cooper, 1973 : синоним † Keepingia Nuttall & J. Cooper, 1973
- † Desorinassa Nuttall & J. Cooper, 1973 : синоним † Keepingia Nuttall & J. Cooper, 1973
- † Duplicata Korobkov, 1955 : синоним Dorsanum Gray, 1847

Подсемейство Photinae
- Antillophos Woodring, 1928[6]
- † Coraeophos Makiyama, 1936[6]
- † Cymatophos Pilsbry & Olsson, 1941[6]
- Engoniophos Woodring, 1928[6]
- † Europhos Landau, Harzhauser, Islamoglu & Silva, 2014[6]
- † Glyptophos Landau, da Silva & Heitz, 2016[6]
- † Judaphos Jung, 1995[6]
- Metaphos Olsson, 1964[6]
- Neoteron Pilsbry & Lowe, 1932[6]
- Northia Gray, 1847[6]
- † Philindophos Shuto, 1969[6]
- Phos Montfort, 1810[6]
- † Rhipophos Woodring, 1964[6]
- Strombinophos Pilsbry & Olsson, 1941[6]
- † Tritiaria Conrad, 1865[6]

Подсемейство ?
- Adinopsis Odhner, 1923 : ? синоним Bullia Gray in Griffith & Pidgeon, 1834
- Adinus H. Adams & A. Adams, 1853
- Ambullina Palmer, 1937
- Soyonassa Okutani, 1964